# 蘇爾漢河州
蘇爾漢河州是烏茲別克十二個州份之一，得名自苏尔汉河。它涵蓋20,099平方公里，有人口2,680,800，80%為烏茲別克人、13%為塔吉克人，其餘為俄羅斯人、土庫曼人和其他民族。蘇爾漢河州下轄14個縣，首府設於鐵爾梅茲市。

## 地理位置
蘇爾漢河州位於烏茲別克中部。它與以下州份或國家相連（從北開始逆時針）：卡什卡達里亞州、土庫曼、阿富汗、塔吉克。公路全長2,000公里，另外鐵路300公里。

## 經濟
蘇爾漢河州蘊藏著豐富的天然氣、煤和礦石資源；這些資源帶動了能源業和其他與建築有關的輕工業發展。其中的工業製成品包括：煤炭、紡織品、氈和罐頭食品等。此外，蘇爾漢河州為重要的棉花出口地區。其他農產品包括穀物和稻米等。